# Csépe Valéria
Csépe Valéria (Várpalota, 1951. december 8. –) magyar pszichológus, egyetemi tanár, a Magyar Tudományos Akadémia rendes tagja. Az elemi akusztikus információfeldolgozás, valamint a kognitív pszichológia és idegtudomány neves kutatója. 2008 és 2014 között az MTA főtitkárhelyettese.

## Életpályája
1971-ben kezdte meg egyetemi tanulmányait az Eötvös Loránd Tudományegyetem pszichológia-biológia szakán, ahol 1976-ban szerzett pszichológus diplomát. Ennek megszerzése után az MTA Pszichológiai Intézetében helyezkedett el gyakornokként a Pszichofiziológiai Osztályon. 1978-ban tudományos segédmunkatárssá nevezték ki. 1981-ben védte meg egyetemi doktori disszertációját. 1984-ben tudományos munkatárs, 1992-ben pedig tudományos főmunkatárs lett. 2002-ben vette át tudományos tanácsadói kinevezését. Kutatóintézeti állása mellett 1984 és 1986 között tanított általános pszichológiát az Eötvös Loránd Tudományegyetemen, majd ugyanitt 1993-tól megbízott oktatóként, 1997-től egyetemi docensként tanított a kísérleti pszichológia tanszéken. 2001-ben habilitált. 2005-ben kapta meg egyetemi tanári, illetve tanszékvezetői kinevezését. A tanszéket 2008-ig vezette. 1990 és 1994 között több alkalommal kutatott Münsterben Humboldt-ösztöndíjjal.
1992-ben védte meg a pszichológiai tudomány kandidátusi, 2002-ben akadémiai doktori értekezését. Az MTA Pszichológiai Bizottságának lett tagja. A bizottságnak 2000 és 2002 között titkára volt, majd 2002-től elnöke. 2001 és 2007 között a Magyar Tudományos Akadémia közgyűlésének képviselője volt, 2007-ben az akadémia levelező tagjává, egy évvel később főtitkárhelyettesévé választották. Tisztségében 2011-ben megerősítették, amit 2014-ig töltött be. 2008 és 2016 között elnökként vezette az MTA Közoktatási Elnöki Bizottságát. 2019-ben az MTA rendes tagjává választották.
2014-től az MTA TTK Agyi Képalkotó Központ kutatóprofesszora, a BME TTK, valamint a Pannon Egyetem egyetemi tanára  Kutatói és oktatói munkája mellett 1996 és 2000 között a Magyar Pszichológiai Társaság főtitkárhelyettesi pozícióját töltötte be. 1996-tól az Audiology Neuro-Otology című tudományos folyóirat szerkesztő bizottságának tagja, illetve 2002 és 2008 között a Journal of Applied Psycholinguistics szerkesztője volt.
2010 és 2016 között az EU DG Research and Innovation mellett működő Helsinki Group on Gender in Research and Innovation magyar delegáltja. 2012 és 2018 között az ICSU (Nemzetközi Tudományos Tanács) stratégiai bizottságának tagja. 2016. szeptember 1-től a Magyar Felsőoktatási Akkreditációs Bizottság elnöke.
2017. március 7-től a köznevelés tartalmi megújításáért, majd 2017. szeptember 7-től a nemzeti alaptanterv szakmai megújításáért felelős, a tárcán kívül működő miniszteri biztosnak nevezték ki, miniszteri biztosi megbízatása 2018 márciusában járt le.

## Munkássága
Kutatási területe a kísérleti pszichológia és a kognitív idegtudomány. Korábbi kutatási területe az elemi és magasabb szintű hallási események feldolgozása. Nemzetközileg elismert kutatásai a tipikus és atipikus fejlődés agyi aktivitás-jellemzőinek feltárására fókuszálnak. Ezek közül kiemelkedik az olvasás fejlődésének és zavarainak (köztük a diszlexia) kutatása, a beszédészlelés agyi folyamatainak követése. Jelenleg munkatársaival a beszéd prozódiai szintjeit, ezen belül a szóhangsúly agyi feldolgozását és fejlődését, valamint a jelnyelvet használók olvasásfejlődést kutatja. Publikációinak száma 300 feletti, ezek nemzetközi idézettsége csaknem háromezer. Külföldön és Magyarországon kutató végzett doktoranduszainak száma 18.

## Díjai, elismerései
- Kardos Lajos-emlékérem (2002, MTA PKI)
- A Magyar Köztársasági Érdemrend lovagkeresztje (2003)
- Ipolyi Arnold-díj (2005, OTKA)
- Társaságért Érdemérem (2006, Magyar Pszichológiai Társaság)
- Ranschburg Pál-emlékérem (2012, Magyar Pszichológiai Társaság)
- 2023 óta nevét viseli a 209089 Csépevaléria kisbolygó.[3]

## Főbb publikációi
- Kognitív fejlődés-neuropszichológia (2005)
- Az olvasó agy. Olvasás, beszéd és az agy; Akadémiai, Bp., 2006
- Nyelv, tudat, gondolkodás; szerk. Csépe Valéria, Győri Miklós, Ragó Anett; Bp.: Osiris, 2008 (Általános pszichológia.. 3. köt.)
- Pszichológiai és idegtudományi megközelítés; szerk. Csépe Valéria, Honbolygó Ferenc; 2011 (Segédkönyvek a nyelvészet tanulmányozásához. 125. köt.)
- Tartalmi keretek az olvasás diagnosztikus értékeléséhez / Framework for diagnostic assessment of reading; szerk. Csapó Benő, Csépe Valéria; Nemzeti Tankönyvkiadó, Bp., 2012
- A nyelv fejlődése – a fejlődés nyelve; MTA, Bp., 2014 (Székfoglalók a Magyar Tudományos Akadémián)

## Sorozatszerkesztőként
- Tudományos témák találkozásai (sorozat). Budapest : Archaeolingua Alapítvány, 2014-